# Курсом
Курсом (фр. Courcôme) насеље је и општина у западној Француској у региону Поату-Шарант, у департману Шарант која припада префектури Ангулем.
По подацима из 2011. године у општини је живело 427 становника, а густина насељености је износила 21,97 становника/km². Општина се простире на површини од 19,44 km². Налази се на средњој надморској висини од 99 метара (максималној 151 m, а минималној 77 m).

## Демографија
| 1962. | 1968. | 1975. | 1982. | 1990. | 1999. | 2011. |
| ----- | ----- | ----- | ----- | ----- | ----- | ----- |
| 405   | 445   | 395   | 394   | 391   | 421   | 427   |

График промене броја становника у току последњих година